# Roger Wittmann
Roger Wittmann (* 29. Februar 1960) ist ein deutscher Unternehmer. Er ist Mitbegründer und Geschäftsführer von Rogon-Sportmanagement.
Mit Rogon-Sportmanagement managt und vertritt Wittmann Fußballspieler in der ganzen Welt. Zu bekannten durch Rogon betreuten Spielern zählen und zählten unter anderem Kevin Kurányi, Jermaine Jones, Tim Wiese, Julian Draxler, Roberto Firmino, Max Meyer, Dario Maresic und Luiz Gustavo.

## Kritik
Immer wieder wird Wittmann und seiner Agentur vorgeworfen, großen Einfluss auf Transfer- und Kaderpolitik von Vereinen und wenig Rücksicht auf deren sportliche Interessen zu nehmen. So zum Beispiel beim 1. FC Kaiserslautern im Jahr 2002, als dem damaligen Vorstand um Jürgen Friedrich angesichts der nur knapp vermiedenen Insolvenz und hoher Beraterhonorare für Wittmann die Entlastung verweigert wurde.
Ebenfalls stark in der Kritik stand die freundschaftliche Beziehung Wittmanns zu Dietmar Hopp, dem Mäzen der TSG Hoffenheim, im Jahr 2012, als dort sieben Profis von Rogon betreut wurden, sowie zu Clemens Tönnies, Aufsichtsratsvorsitzender des FC Schalke 04. In der Amtszeit der Manager und Sportvorstände Andreas Müller und Horst Heldt betreute Rogon eine große Anzahl von Spielern des FC Schalke 04. An der Vertragsverlängerung von Julian Draxler im Jahr 2013 und seinem Wechsel zum VfL Wolfsburg zwei Jahre später verdiente Rogon nach Informationen der Enthüllungsplattform Football Leaks rund 7 Millionen Euro.
Konflikte gab es in der Saison 2017/18 rund um die gescheiterte Vertragsverlängerung von Max Meyer zwischen Meyer, Wittmann und seinem Schwager Mario Basler auf der einen Seite und Schalkes Sportvorstand Christian Heidel auf der anderen Seite.

## Privates
Wittmann ist ein Schwager des ehemaligen Fußballnationalspielers Mario Basler. Er ist mit der ehemaligen Tennisspielerin Anke Huber liiert. Zusammen mit ihr hat er einen Sohn und eine Tochter. Aus zwei früheren Ehen hat er vier weitere Kinder.